# Oxycheilinus digramma
Espèce
Statut de conservation UICN

 LC  : Préoccupation mineure
Oxycheilinus digramma est une espèce de poissons téléostéens (Teleostei).